# Epirama francescoides
Epirama francescoides är en insektsart som beskrevs av Ronald Gordon Fennah 1965. Epirama francescoides ingår i släktet Epirama och familjen vedstritar.
Artens utbredningsområde är Singapore. Inga underarter finns listade i Catalogue of Life.